# TRAF4
TRAF4 (англ. TNF receptor associated factor 4) – білок, який кодується однойменним геном, розташованим у людей на короткому плечі 17-ї хромосоми. Довжина поліпептидного ланцюга білка становить 470 амінокислот, а молекулярна маса — 53 543.
| 10         |  | 20         |  | 30         |  | 40         |  | 50         |
| ---------- |  | ---------- |  | ---------- |  | ---------- |  | ---------- |
| MPGFDYKFLE |  | KPKRRLLCPL |  | CGKPMREPVQ |  | VSTCGHRFCD |  | TCLQEFLSEG |
| VFKCPEDQLP |  | LDYAKIYPDP |  | ELEVQVLGLP |  | IRCIHSEEGC |  | RWSGPLRHLQ |
| GHLNTCSFNV |  | IPCPNRCPMK |  | LSRRDLPAHL |  | QHDCPKRRLK |  | CEFCGCDFSG |
| EAYESHEGMC |  | PQESVYCENK |  | CGARMMRRLL |  | AQHATSECPK |  | RTQPCTYCTK |
| EFVFDTIQSH |  | QYQCPRLPVA |  | CPNQCGVGTV |  | AREDLPGHLK |  | DSCNTALVLC |
| PFKDSGCKHR |  | CPKLAMARHV |  | EESVKPHLAM |  | MCALVSRQRQ |  | ELQELRRELE |
| ELSVGSDGVL |  | IWKIGSYGRR |  | LQEAKAKPNL |  | ECFSPAFYTH |  | KYGYKLQVSA |
| FLNGNGSGEG |  | THLSLYIRVL |  | PGAFDNLLEW |  | PFARRVTFSL |  | LDQSDPGLAK |
| PQHVTETFHP |  | DPNWKNFQKP |  | GTWRGSLDES |  | SLGFGYPKFI |  | SHQDIRKRNY |
| VRDDAVFIRA |  | AVELPRKILS |  |            |  |            |  |            |

A: Аланін

C: Цистеїн

D: Аспарагінова кислота

E: Глутамінова кислота

F: Фенілаланін

G: Гліцин

H: Гістидин

I: Ізолейцин

K: Лізин

L: Лейцин

M: Метіонін

N: Аспарагін

P: Пролін

Q: Глутамін

R: Аргінін

S: Серин

T: Треонін

V: Валін

W: Триптофан

Кодований геном білок за функціями належить до білків розвитку, фосфопротеїнів. 
Задіяний у таких біологічних процесах, як апоптоз, альтернативний сплайсинг. 
Білок має сайт для зв'язування з іонами металів, іоном цинку. 
Локалізований у клітинній мембрані, цитоплазмі, цитоскелеті, ядрі, мембрані, клітинних контактах, щільних контактах.